# Pallacanestro Broni 93 2020-2021
Questa voce raccoglie le informazioni riguardanti la Pallacanestro Broni 93 nelle competizioni ufficiali della stagione 2020-2021.

## Stagione
La stagione 2020-2021 della Pallacanestro Broni 93 è stata la quinta che ha disputato in Serie A1.

## Verdetti stagionali
- Serie A1: (31 partite)

stagione regolare: 11º posto su 14 squadre (7-19);
play-out: vittoria in finale contro Battipaglia (2-0).

## Roster
|    | Naz.                                      | Ruolo | Sportivo                       | Anno | Alt. |  |       |
| -- | ----------------------------------------- | ----- | ------------------------------ | ---- | ---- |  | ----- |
| 4  | Italia (bandiera)                         | PG    | Marida Orazzo                  | 1994 | 174  |  |       |
| 5  | Italia (bandiera)                         | P     | Anna Togliani                  | 1998 | 171  |  |       |
| 6  | Italia (bandiera)                         | PG    | Giulia Ianezic                 | 2000 | 180  |  |       |
| 8  | Italia (bandiera)                         | A     | Giulia Rulli                   | 1991 | 183  |  |       |
| 9  | Italia (bandiera)                         | A     | Elena Castello                 | 1998 | 188  |  |       |
| 10 | Italia (bandiera)                         | G     | Vittoria Frida Maria Fumagalli | 2005 | 165  |  |       |
| 11 | Italia (bandiera) · Porto Rico (bandiera) | C     | Sofia Laura Roma               | 1996 | 188  |  |       |
| 12 | Italia (bandiera)                         | A     | Francesca Parmesani            | 1998 | 181  |  |       |
| 14 | Italia (bandiera)                         | C     | Sara Madera                    | 2000 | 187  |  |       |
| 17 | Italia (bandiera)                         | P     | Agnese Soli                    | 1987 | 168  |  |       |
| 21 | Italia (bandiera)                         | A     | Anna Lavezzi                   | 2002 | 182  |  |       |
| 22 | Stati Uniti (bandiera)                    | C     | Taya Reimer                    | 1195 | 193  |  | [ 2 ] |
| 23 | Italia (bandiera)                         | PG    | Celeste Baldan                 | 2000 | 168  |  |       |
| 33 | Stati Uniti (bandiera)                    | C     | Lynetta Janae Kizer            | 1990 | 193  |  | [ 3 ] |
| 44 | Italia (bandiera)                         | G     | Anna Capra                     | 2003 | 170  |  |       |
| 77 | Italia (bandiera)                         | P     | Martina Carbonella             | 2005 | 162  |  |       |

## Mercato

### Sessione estiva
Confermate l'ala-centro Elena Castello e le giocatrici Marida Orazzo, Anna Togliani e Francesca Parmesani, la società ha effettuato i seguenti trasferimenti:
| Acquisti         | Acquisti           | Acquisti           | Acquisti   |
| R.               | Nome               | da                 | Modalità   |
| ---------------- | ------------------ | ------------------ | ---------- |
| PG               | Giulia Ianezic     | Libertas SBS Udine | definitivo |
| A                | Giulia Rulli       | Costa Masnaga      | definitivo |
| C                | Sofia Roma         | Duke Blue Devils   | definitivo |
| C                | Sara Madera        | Le Mura Lucca      | definitivo |
| P                | Agnese Soli        | Eirene Ragusa      | definitivo |
| C                | Lynetta Kizer      | Blue Minx Yongin   | definitivo |
| Altre operazioni |                    |                    |            |
| R.               | Nome               | da                 | Modalità   |
| G                | Vittoria Fumagalli | giovanili          | [ 12 ]     |
| PG               | Celeste Baldan     | giovanili          | [ 12 ]     |
| P                | Martina Carbonella | giovanili          | [ 12 ]     |

| Cessioni | Cessioni           | Cessioni        | Cessioni       |
| R.       | Nome               | a               | Modalità       |
| -------- | ------------------ | --------------- | -------------- |
| G        | Greta Miccoli      | Basket Carugate | fine contratto |
| G        | Laura Spreafico    | Le Mura Lucca   | fine contratto |
| P        | Giulia Moroni      | Girls Ancona    | fine contratto |
| AC       | Monique Ngo Ndjock | -               | fine contratto |
| P        | Ivana Tikvić       | Castors Braine  | fine contratto |
| *        | Valentina Romice   | -               | fine contratto |
| A        | Jaime Nared        | Flammes Carolo  | fine contratto |
| AC       | Nina Premasunac    | USE Empoli      | fine contratto |

### Fuori sessione
| Acquisti | Acquisti    | Acquisti   | Acquisti   |
| R.       | Nome        | da         | Modalità   |
| -------- | ----------- | ---------- | ---------- |
| C        | Taya Reimer | Olympiacos | definitivo |

| Cessioni | Cessioni      | Cessioni | Cessioni              |
| R.       | Nome          | a        | Modalità              |
| -------- | ------------- | -------- | --------------------- |
| C        | Lynetta Kizer | -        | risoluzione contratto |

## Statistiche

### Statistiche di squadra
| Competizione | Punti | In casa | In casa | In casa | In casa | In casa | In trasferta | In trasferta | In trasferta | In trasferta | In trasferta | Totale | Totale | Totale | Totale | Totale | Totale |
| Competizione | Punti | G       | V       | P       | Ptf     | Pts     | G            | V            | P            | Ptf          | Pts          | G      | V      | P      | Ptf    | Pts    | Diff.  |
| ------------ | ----- | ------- | ------- | ------- | ------- | ------- | ------------ | ------------ | ------------ | ------------ | ------------ | ------ | ------ | ------ | ------ | ------ | ------ |
| Serie A1     | 14    | 13      | 4       | 9       | 851     | 965     | 13           | 3            | 10           | 790          | 990          | 26     | 7      | 19     | 1641   | 1955   | -314   |
| Play-out     |       | 3       | 2       | 1       | 201     | 178     | 2            | 1            | 1            | 148          | 118          | 5      | 3      | 2      | 349    | 296    | +53    |
| Totale       |       | 16      | 6       | 10      | 1052    | 1143    | 15           | 4            | 11           | 938          | 1108         | 31     | 10     | 21     | 1990   | 2251   | -261   |

### Statistiche delle giocatrici
Campionato (stagione regolare e play-out)
| Giocatrice                     | Partite | Partite | Min. | Pun | Tiri da 2 | Tiri da 2 | Tiri da 2 | Tiri da 3 | Tiri da 3 | Tiri da 3 | Tiri Liberi | Tiri Liberi | Tiri Liberi | Rimbalzi | Rimbalzi | Rimbalzi | Palle | Palle | Stopp. | Stopp. | Ass | Falli | Falli | Val. |
| Giocatrice                     | Pr      | PG      | Min. | Pun | R         | T         | %         | R         | T         | %         | R           | T           | %           | D        | O        | T        | P     | R     | S      | D      | Ass | F     | S     | Val. |
| ------------------------------ | ------- | ------- | ---- | --- | --------- | --------- | --------- | --------- | --------- | --------- | ----------- | ----------- | ----------- | -------- | -------- | -------- | ----- | ----- | ------ | ------ | --- | ----- | ----- | ---- |
| Anna Capra                     | 26      | 14      | 61   | 15  | 4         | 9         | 44        | 2         | 10        | 20        | 1           | 8           | 12          | 3        | 2        | 5        | 6     | 5     |        |        | 1   | 5     | 8     | 3    |
| Martina Carbonella             | 5       | 2       | 7    | 0   | 0         | 1         | 0         | 0         | 1         | 0         |             |             |             |          |          |          | 2     |       |        |        |     |       |       | -4   |
| Elena Castello                 | 31      | 21      | 260  | 49  | 18        | 49        | 37        | 2         | 16        | 12        | 7           | 12          | 58          | 38       | 12       | 50       | 6     | 5     |        | 2      | 9   | 26    | 11    | 44   |
| Vittoria Frida Maria Fumagalli | 4       | 1       | 1    | 0   |           |           |           |           |           |           |             |             |             |          |          |          |       |       |        |        |     |       |       |      |
| Giulia Ianezic                 | 31      | 31      | 542  | 116 | 22        | 63        | 35        | 22        | 91        | 24        | 6           | 10          | 60          | 64       | 6        | 70       | 24    | 18    | 1      |        | 43  | 48    | 13    | 73   |
| Lynetta Janae Kizer            | 6       | 4       | 73   | 31  | 7         | 26        | 27        | 2         | 5         | 40        | 11          | 12          | 92          | 20       | 4        | 24       | 8     | 2     | 1      |        | 1   | 14    | 10    | 22   |
| Anna Lavezzi                   | 22      | 8       | 19   | 2   | 1         | 3         | 33        |           |           |           |             |             |             | 1        |          | 1        |       |       | 1      |        | 1   | 2     | 1     |      |
| Sara Madera                    | 31      | 31      | 1009 | 432 | 107       | 228       | 47        | 39        | 115       | 34        | 101         | 112         | 90          | 200      | 51       | 251      | 55    | 28    | 10     | 6      | 57  | 51    | 104   | 554  |
| Marida Orazzo                  | 31      | 30      | 911  | 384 | 79        | 176       | 45        | 59        | 144       | 41        | 49          | 59          | 83          | 77       | 19       | 96       | 55    | 39    | 10     | 5      | 66  | 47    | 57    | 343  |
| Francesca Parmesani            | 31      | 28      | 550  | 158 | 64        | 145       | 44        | 2         | 22        | 9         | 24          | 38          | 63          | 74       | 18       | 92       | 52    | 29    | 10     | 4      | 37  | 73    | 42    | 112  |
| Taya Reimer                    | 15      | 15      | 434  | 224 | 99        | 184       | 54        | 0         | 1         | 0         | 26          | 32          | 81          | 89       | 27       | 116      | 24    | 7     | 3      | 8      | 7   | 26    | 29    | 246  |
| Sofia Laura Roma               | 27      | 24      | 296  | 61  | 27        | 73        | 37        | 0         | 1         | 0         | 7           | 13          | 54          | 60       | 18       | 78       | 30    | 7     | 5      | 5      | 8   | 40    | 17    | 48   |
| Giulia Rulli                   | 28      | 27      | 576  | 185 | 54        | 139       | 39        | 20        | 72        | 28        | 17          | 22          | 77          | 67       | 27       | 94       | 30    | 12    | 3      | 2      | 20  | 91    | 28    | 75   |
| Agnese Soli                    | 31      | 30      | 770  | 70  | 21        | 65        | 32        | 3         | 32        | 9         | 19          | 28          | 68          | 49       | 11       | 60       | 50    | 24    |        |        | 130 | 62    | 49    | 139  |
| Anna Togliani                  | 31      | 29      | 719  | 263 | 65        | 166       | 39        | 33        | 98        | 34        | 34          | 52          | 65          | 52       | 12       | 64       | 64    | 37    | 13     | 3      | 67  | 55    | 86    | 204  |